# Есенин, Павел Викторович
Па́вел Ви́кторович Есе́нин (род. 10 декабря 1971, Новосибирск) — российский композитор, аранжировщик, певец, основатель и продюсер проектов «Orbita», «Shura», «Hi-Fi», «FM Project» и «АЙКИ».

## Биография
Павел Есенин родился в Новосибирске в 1971 году; обучался в детской музыкальной школе по классу фортепиано. Павел слушал и джаз, и новую волну, и диско; среди источников его вдохновения — Фил Коллинз, Питер Гэбриел, Стинг, Bee Gees, Johnny Hates Jazz. В 1989 году, после окончания школы Павел работал клавишником в группе «Электроверсия», в составе которой был Вячеслав Тюрин. В родном Новосибирске Павел работал ди-джеем на радио и клубах; тогда же он познакомился с молодым певцом Александром Медведевым, который позже стал выступать на сцене под именем Шура (Shura).

### Карьера
В начале 1990-х годов Павел задумал создать библиотеку семплов. Для этого он договорился с друзьями из одной из студий звукозаписи, чтобы сделать подборку и запись удачных моментов из модных зарубежных танцевальных записей на бобинах и пластинках. Павел во время прослушки и перемотки искал драм-луп (бит разных ударных), играющий в треке как соло (без аранжировки и вокала) и записывал его на носитель. Записанную библиотеку Есенин позже перезаписал на DAT-кассеты и пользовался ей во множестве проектов, таких как Orbita, Shura и Hi-Fi. Семплер Ensoniq ASR-10 появился у Павла в 1992 году: его отец Виктор Есенин привёз семплер с заграничных гастролей (он был дирижёром новосибирского цирка). С этого момента и началось творчество Павла Есенина, основанное на хаусе. В Новосибирске ещё никто не брался за этот жанр.
Чтобы мелодии были яркими и с хорошими аранжировками, Есенин внёс в музыку 1990-х более иной «голубой звук», который отличался манерностью и нежностью. Для создания аранжировок он использовал семплы и драм-лупы из разных звуковых библиотек и треков зарубежных исполнителей, а чтобы аранжировки были танцевальными и экзотическими, он обрабатывал семплы и драм-лупы с помощью студийного оборудования.
Однажды приятель и будущий соавтор Есенина Эрик Чантурия услышал, как Павел исполняет свою песню на английском языке, и предложил ему испытать силы в Германии. Вместе с Чантурией им создаётся проект «Orbita». В первоначальный состав входили Павел Есенин, Шура, Митя Фомин, Илья Оболенский и Юлия Рязанова. В Германии Есенин жил и работал некоторое время — был заключён контракт с лейблом «Pikosso Records» и выпущены синглы «Funky Nomads» и «Call Me Misha (Baba Dabababa Baba)» (на последнюю был снят видеоклип), после чего вынужден был уехать из-за разногласий с партнёрами.
В 1995 году Есенин, заключив контракт со студией «Союз», написал всю музыку и подготовил все аранжировки к альбому Игоря Малинина «Частушки» (1 и 2 части), также выступил в роли бэк-вокалиста в песнях этого альбома, слова к песням написал сам Игорь Малинин. В 2000 году был выпущен альбом «Частушки 2000», в который вошли некоторые песни на музыку Есенина, записанные в 1995 году.
В 1997 году Есенин вернулся из Германии. В то время танцевальные исполнители Джимми Джи и Мистер Босс заключили контракт со студией «Союз» на выпуск песен и сборников. Впервые услышав песню «Call Me Misha» на одном из немецких фирменных CD-сборников, они решили выпустить песню «Как-то раз», которая является русской версией песни «Call Me Misha». Они подумали, что Orbita — это малоизвестная группа из Европы, и платить авторские права за использования песни никому не нужно. Есенин и Чантурия через суд предъявили права на песню.
В 1997 году, через одноимённую студию (находившуюся в помещении Новосибирского оперного театра) Есенин работал с певцом Шурой, позже заключив контракт со студией «Союз». Павел написал всю музыку и подготовил все аранжировки к альбомам Шуры «Shura» (1997) и «Shura 2» (1998), имевших большой успех.
В 1997 году, после заключения контракта со студией «Союз», Есенин пишет музыку к песням Ильи Оболенского «Сон» и «Звезда» (на слова Эрика Чантурия). В 1998 году он пишет для Оболенского музыку к песням «Грусть», «I’ll be fine» (на слова Оболенского) и «Белый снег» (на слова Елены Небыловой), с которой певец выступил на концерте-презентации сборника «Союз 23». До этого песню исполнял Шура, а после Оболенского, в 1999 году, — Алла Пугачёва. Также выпущена английская версия песни «Silent cry». На данный момент Оболенский проживает в Нью-Йорке, где пишет собственные песни.
В 1998 году, заключив контракт с лейблом «ОРТ-Рекордс», пишет музыку к песням Александра Маршала «Ливень» (изначально была написана для Кристины Орбакайте) и «Улетаю вновь» (на слова Сергея Патрушева) для альбома «Может быть». В 2000 году, заключив контракт с лейблом «Iceberg Music», пишет музыку ещё к двум песням Маршала — «Небо» (на слова Александра Кутинова) и «Отпускаю» (на слова Ярослава Трусова) для альбома «Там, где я не был».
В 1998 году, заключив контракт со студией «Союз», делает ремикс на песню группы «А’Студио» «Сезон дождей», который не вошёл ни в один альбом группы, но при этом содержался в сборниках «Это новый хит 4» (1998) и «Танцевальный рай — Русская версия 2» (1999). В 1998 году Есенин и Чантурия пишут песни для Аллы Горбачёвой и ряда других исполнителей, задумываясь над проектом «Hi-Fi».
Первоначальный состав группы Hi-Fi задумывался так — Есенин, Чантурия и Женя Шаркова (участница «Орбиты»). Однако стало ясно, что гастроли не дадут полноценно заниматься творчеством. В 1998 году Есенин и Чантурия представили публике группу Hi-Fi как трио из Мити Фомина, Оксаны Олешко и Тимофея Пронькина. Группа стала известной с первых же месяцев своего существования. Некоторые песни из дебютного альбома «Первый контакт» ранее входили в репертуар «Орбиты». Песня «Не дано» ранее была написана для Шуры, но ему не подходила, позже была записана с вокалом Ильи Оболенского, но на данный момент является утерянной. Позже вышла псевдоанглийская демоверсия этой песни, выложенная в интернет. Есенин исполнял все песни группы Hi-Fi до ухода Мити Фомина, о чём признался в 2011 году. По словам же самого Мити, он успешно «анимировал» пение Есенина (к тому же, их голоса были весьма похожи, что выяснилось, когда Фомин стал петь сольно и живьём).
В 1998 году, заключив контракт со студией «Союз», пишет музыку к песне Аллы Горбачёвой «Волшебный мир» (на слова Эрика Чантурия и Л. Туриевой) для альбома «Голос». В том же году, заключив контракт с лейблом «ОРТ-Рекордс», делает ремикс на песню «Волшебный мир» и пишет музыку к песням «Дождь на двоих» (на слова Чантурия) и «Лиловый рай» (на слова Татьяны Ананьевой) для альбома «Не грусти». В 2000 году, заключив контракт с лейблом «Граммофон Рекордс», пишет музыку к песне «Не повезло» (на слова Татьяны Ананьевой) для альбома «Бессаме мучо» (2001).
В 1999 году Есенин и Чантурия пишут для Шуры песню «Сказка», у которой есть две версии — первая, которая является русской версией песни Ильи Оболенского «I’ll be fine», и вторая «Небо за нас», которая вошла в сборник Шуры «Сказка. Лучшие песни» (1999), в который также вошли песни из первых альбомов. Сборник является последней работой Есенина с Шурой. В 1999 году Есенин пишет музыку к песне Ани Лорак «Дождь для нас» (кавер на песню Аллы Горбачёвой «Дождь на двоих»). С этой песней Лорак выступила на фестивале «Таврийские игры» в 2001 году.
В 1999 году, заключив контракт с лейблом «АРС-Рекордс», пишет музыку к песне Дианы Гурцкая «Две луны» (на слова Александра Кутинова) для альбома «Ты здесь» (2000).
В 1999 году, заключив контракт с лейблом «Iceberg Music», пишет музыку к песням Дмитрия Маликова «До утра» (на слова Владимира Баранова) и «Если я останусь один» (на слова Эрика Чантурия) для альбома «Бисер» (2000).
В 1999 году, заключив контракт с арт-студией «АЛЛА», пишет музыку к песне Аллы Пугачёвой «Белый снег» для альбома «Речной трамвайчик» (2001), после чего Есенина и Пугачёву обвинили в заимствовании песни у Ильи Оболенского (до этого группу «Hi-Fi» обвинили за использование песен «Сон» и «Звезда» в бутлегах).
В 1999 году Есенин начинает сотрудничать с Батырханом Шукеновым (Батыр), выступив автором музыки к альбому «Душа», который, однако, увидит свет лишь в 2013 году. Песни «Взлетай», «Детство», «Душа», «Дождь», «Забытый», «На берегу», «Когда» и «About Benson» написаны Эриком Чантурия, а песни «Брат» (совместно с Hi-Fi) и «Сон-трава» — Оксаной Олешко. Гитарные партии в некоторых песнях исполнил участник группы «А’Студио» Баглан Садвакасов. Также Есенин написал музыку к песне Батыра «В стиле дэнс», которая на данный момент является утерянной.
В 2000 году рэп-исполнитель Владислав Валов (Шеff), впервые услышав песню «Брат», решил использовать её семпл в песне «Аллилуйа» (в дуэте с шансон-исполнителем Славой Медяником), которая вошла в дебютный альбом Валова «Имя Шеff». Многие слушатели при прослушивании семпла думают, что музыку к ней написал Есенин. При воспроизведении семпла играет аранжировка, но её сделал не он. В альбоме Валова, в списке авторов музыки к другим песням указан автор музыки к песне Денис Чернышов (Тенгиз), а не Есенин.
В начале 2014 года Есенин и Шукенов возобновляют сотрудничество, результатом становится альбом «Осень», вышедший уже после смерти Шукенова. Есенин с Батыром работал ещё в период с 1997 по 1998 год. Батыр исполнял саксофонную партию в песнях Ильи Оболенского «Звезда», «Белый снег» и вокальную партию в ремиксе на песню «Сезон дождей».
В 2000 году, заключив контракт с лейблом «Зажигай Music» (подлейбл компании «REAL Records»), выступает в качестве саунд-продюсера альбома группы «Матрикс» «Вибрация».
В 2000 году пишет музыку к песне Алексея Королёва (Alex) «Ночь», в проигрыше которой играет напев «Пап-бада-бада-тара-там», очень похожий на напев «Baba Dabababa Baba» из песни «Call Me Misha». Песня входила в неофициальные сборники и долгое время была утерянной. В октябре 2020 года впервые за 20 лет она стала официальным синглом на всех цифровых площадках.
В 2001 году была выпущена неизданная песня Мурата Насырова «Алёна» (на музыку Есенина и стихи А. Косарева), которая является русской версией песни «Funky nomads». Песня имела небольшую ротацию на радио, но не вошла ни в один альбом Насырова.
В 2016 году пишет музыку к синглу группы «Лицей» «Синоптики», который переработан из песни Hi-Fi «Всё можно». В 2018 году совместно с Митей Фоминым записал вокальные партии для нового трека Hi-Fi «Разбуди меня» и снова появился в видеоклипе. До этого он уже снимался в клипе на песню «Забытый сентябрь», где играл на ударных. В 2017 году, заключив контракт с лейблом «Gamma Music», совместно с Сергеем Фисуном (DJ Fisun) пишет музыку к синглу бывшего участника группы «Иванушки International» Олега Яковлева «Джинсы», который вышел 1 июня незадолго до его смерти. В 2018 году совместно с группой «Bestinspace» пишет музыку к синглу Hi-Fi «Алла».
В 2019 году пишет музыку к синглам Hi-Fi «Однажды» и «Позвони мне, Миша», который является русской версией песни «Call Me Misha». В 2020 году пишет музыку к синглу «Я космонавт». В 2021 году пишет музыку к синглу «Пара децибел», который переработан из песни Ильи Оболенского «Сон», и к собственному синглу «Bam-Beat». Также является автором музыки к вечерней версии заставки часов «Первого канала» (музыку к утренней версии написал Сергей Чекрыжов), и к таким фильмам, как «Лиса Алиса» (2001), «Ёлки» (2010), «Выкрутасы» (2010), «ПираМММида» (2011), «Джунгли» (2012), «Духless» (2012), «Обратная сторона луны» (2012), «Мажор» (2014—2022) и «Духless 2» (2015).
В июле 2023 года, спустя долгое время, Есенин возродил свой старый коллектив «Орбита» и, заключив контракт с лейблом «Первое музыкальное издательство», выпустил с русско-японским дуэтом «Deai» совместный трек «Amenoueni» и сделал на него ремикс.

### Семья
- Прадед (родился в Рязани, умер) — инженер-мостостроитель. Строил Транссибирскую магистраль в Новосибирске[3].
- Отец — Виктор Есенин — джазмен-саксофонист. Принимал участие в записи некоторых песен группы «Orbita».
- Мать — Людмила Алексеевна Есенина (род. 1948) — преподаватель скрипки в одной из московских музыкальных школ.

### Личная жизнь
Женат на актрисе и бэк-вокалистке «Hi-Fi» Юлии Лисеевой, она снималась в фильмах и сериалах. Имеет дочь Софью, сейчас она работает композитором.

## Творчество
Orbita:
- 1992 — Doctor Sex
- 1992 — School Girls Dream
- 1993 — I Wanna Fly
- 1993 — Mickey Mouse (feat. Наталья Васеева)
- 1994 — Mothers Jam
- 1994 — Dance Show
- 1995 — Funky Nomads
- 1995 — Jungle Fever
- 1995 — Kazakhstanian dream (Jazz version)
- 1995 — Let me go
- 1995 — Hi my girl
- 1995 — In My Life
- 1995 — Soldier
- 1995 — Novosibirsk Industrial
- 1995 — Open up your eyes
- 1995 — Right in heaven
- 1995 — Shout (feat. Lulu & Luvers)
- 1995 — Somebody do it
- 1995 — We are crazy
- 1995 — We are together again
- 1995 — Digital Accordeon
- 1995 — Doctor Sex (remix)
- 1996 — Call Me Misha
- 1997 — Get to stand after falling

Hi-Fi:
- 1998 — Не дано
- 1998 — Call Me Misha
- 1998 — Ты прости
- 1998 — Нить
- 1998 — Пионер
- 1998 — Georgia
- 1998 — Don’t Give Up
- 1998 — Не дано (remix)
- 1998 — Childhood
- 1999 — Беспризорник
- 1999 — Про лето
- 1999 — Арабика
- 1999 — Чёрный ворон
- 1999 — Ты прости (remix)
- 1999 — Пионер (remix)
- 1999 — Нить (remix)
- 1999 — Беспризорник (remix)
- 1999 — Куба
- 1999 — Fly
- 1999 — New York
- 2000 — Глупые люди
- 2000 — За мной
- 2001 — Так легко (Лети на встречу)
- 2001 — Я кричу
- 2001 — Почтовый поезд (Воскресение)
- 2001 — Всё в огонь (Песня Царевны)
- 2001 — Брат (feat. Батыр)
- 2001 — Он (Запоминай)
- 2001 — 999
- 2001 — Бомбей
- 2001 — Сеть
- 2002 — Я люблю
- 2002 — Средняя школа № 7 (А мы любили)
- 2002 — Olle!
- 2002 — Седьмой лепесток
- 2003 — Конкурсная песня
- 2004 — Беда
- 2004 — Билет
- 2004 — Геологи
- 2004 — Марфуша
- 2005 — Берега
- 2005 — Пионер (версия 2005)
- 2005 — Средняя школа № 7 (remix)
- 2005 — Ты прости (версия 2005)
- 2006 — Марш дворников 6-го разряда
- 2006 — Взлетай
- 2006 — По следам
- 2007 — Happy New Year (feat. А'Студио)
- 2007 — Doich (demo)
- 2007 — Doremi (demo)
- 2007 — Право на счастье
- 2008 — Мы не ангелы
- 2009 — Нам пора
- 2009 — Забытый сентябрь
- 2009 — Невеста
- 2010 — Статус «Любовь»
- 2010 — Время не властно (feat. 3XL PRO)
- 2011 — Хорошие песни
- 2011 — Я там
- 2011 — Ангелы вечны (feat. Алисия)
- 2012 — Не покидай
- 2012 — Земляничный дождь
- 2012 — Радиоволна
- 2017 — Не верь слезам (cover Шура)
- 2018 — Алла (feat. Bestinspace)
- 2018 — Разбуди меня (feat. Митя Фомин)
- 2019 — Однажды
- 2019 — Позвони мне, Миша
- 2020 — Дом
- 2020 — Я космонавт
- 2021 — Пара децибел

Собственные песни:
- 2021 — Bam-Beat

## Сотрудничество
Наталья Васеева:
- 1992 — Грехи и добродетели (магнитоальбом)
- 1993 — Flying Dance

DVD:
- 1995 — I Wanna Fly (cover Orbita)

Шура (Shura):
- 1995 — Hi my girl (неизданное) (песня группы «Orbita»)
- 1996 — Don don don
- 1997 — Холодная луна
- 1997 — Порушка-Пораня
- 1997 — Never
- 1997 — Are You Ready?
- 1997 — Зимушка-зима
- 1997 — Отшумели летние дожди
- 1997 — I know
- 1997 — Нам хорошо
- 1997 — Луна-2 (2 версия песни «Холодная луна»)
- 1998 — Ты не верь слезам
- 1998 — День за окном
- 1998 — Вечность
- 1998 — Мы разные
- 1998 — Три пути
- 1998 — Хороводная
- 1998 — Мотивчик
- 1998 — Нам хорошо (remix)
- 1998 — Отшумели летние дожди (remix)
- 1998 — Мама (Колыбельная) (неизданное)
- 1999 — Сказка (1 версия)
- 1999 — Сказка (2 версия «Небо за нас»)

Игорь Малинин:
- 1995 — альбом «Частушки» (1 часть)
- 1996 — альбом «Частушки» (2 часть)

Джимми Джи & Мистер Босс:
- 1997 — Как-то раз

Илья Оболенский:
- 1997 — Сон
- 1997 — Звезда
- 1998 — Грусть
- 1998 — I’ll be fine
- 1998 — Белый снег
- 1998 — Silent cry

Юлия Рязанова:
- 1998 — В последний раз
- 1998 — Последняя поэма (Ты погляди)
- 2000 — Белый снег

Александр Маршал:
- 1998 — Ливень
- 1998 — Улетаю вновь
- 2000 — Небо
- 2000 — Отпускаю

Алла Горбачёва:
- 1998 — Волшебный мир
- 1998 — Волшебный мир (remix)
- 1998 — Дождь на двоих
- 1998 — Лиловый рай
- 2001 — Не повезло

А’Студио:
- 1998 — Сезон дождей (remix) (неизданное)

Ани Лорак:
- 1999 — Дождь для нас

Диана Гурцкая:
- 1999 — Две луны

Дмитрий Маликов:
- 1999 — До утра
- 1999 — Если я останусь один
- 1999 — Если я останусь один (mastertrack)

Алла Пугачёва:
- 1999 — Белый снег

Матрикс:
- 2000 — альбом «Вибрация» — саунд-продюсер

Алексей Королёв (Alex):
- 2000 — Ночь

Батыр:
- 1999 — Взлетай
- 2000 — Сезон дождей
- 2001 — Детство
- 2001 — Душа
- 2001 — Дождь
- 2001 — Брат (feat. Hi-Fi)
- 2001 — Забытый
- 2001 — Сон-трава
- 2001 — На берегу
- 2001 — Когда
- 2001 — About Benson
- 2014 — Осень
- 2014 — Сердце
- 2015 — Мне поможет весна
- 2019 — Важно ли
- 2019 — Мне с тобой летать
- 2019 — Птица счастья
- 2019 — Путешественница
- 2019 — Ветер не в счёт

DJ Грув:
- 2001 — Я люблю тебя роком (Павел Есенин Mozart mix)

Мурат Насыров:
- 2001 — Алёна (неизданное)

Mangol:
- 2002 — Вибрация
- 2002 — Песня

Мамбо-Джа:
- 2004 — Бедная Анна

Инна Маликова:
- 2006 — Ещё не поздно
- 2006 — Незабытая любовь

FM Project:
- 2008 — Альпенхит!
- 2009 — Амстердам

Чи-Ли:
- 2010 — Можно все!

Хурма Project:
- 2010 — Нина

Новые Самоцветы:
- 2010 — Верю я

Кристина Орса:
- 2010 — Поезда

Bobina:
- 2011 — Беломор (feat. Павел Есенин)
- 2025 — Follow Me (feat. Hi-Fi)

Биссектриса:
- 2011 — Нужны мне эти слова

Кристина Орбакайте:
- 2011 — А знаешь, все ещё будет (саундтрек к фильму «Ёлки 2»)

Эха:
- 2015 — Парижская история
- 2015 — Русалки

Лицей:
- 2016 — Синоптики

Олег Яковлев:
- 2017 — Джинсы

Анастасия Максюта (Maksiuta):
- 2020 — Вселенная
- 2021 — Москва
- 2022 — Звёздная пыль
- 2022 — Ты так ждала

Gestiya:
- 2023 — Зелень глаз

Джакомо:
- 2023 — Ключи (feat. Павел Есенин)

Deai:
- 2023 — Amenoueni (feat. Orbita)

АЙКИ:
- 2024 — 17 лет
- 2024 — Адреналин
- 2024 — Я вернусь
- 2024 — Лайками
- 2024 — В Новый год
- 2025 — Pioneers
- 2025 — Witches Content
- 2025 — Москва-Питер
- 2025 — Кони (feat. Mario Cola, Marcus Dielen)

## Видеография
Orbita:
- 1996 — Call Me Misha[48]

Hi-Fi:
- 2009 — Забытый сентябрь[49]
- 2018 — Разбуди меня[50]

## Телевидение
Участие в телепередачах:
- 1999 — «News Блок» (MTV Россия)[51]
- 1999 — «До 16 и старше...» (ОРТ)[52]
- 2001 — «Взгляд» (ОРТ) — гость[53]
- 2003 — «Фабрика звезд» (2 сезон) (Первый канал)[54]
- 2010 — «История российского шоу-бизнеса» (СТС)[55]
- 2014 — «Пик популярности» (RU TV)[56]

Телекомпозитор:
- 2000—н.в. — Вечерняя версия заставки часов (Первый канал)[57]

Музыка к рекламе:
- 2011 — «Сбербанк: 170 лет рядом!»[58]
- 2012 — «РЖД»[59]
- 2013 — Платёжная система «Золотая корона» (с участием Веры Брежневой)[60]

## Фильмография
Фильмы:
- 2001 — Лиса Алиса
- 2010 — Елки
- 2010 — Выкрутасы
- 2011 — ПираМММида
- 2011 — Ёлки 2
- 2012 — Джунгли
- 2012 — Духless
- 2013 — Не женское дело
- 2013 — Ёлки 3
- 2014 — В спорте только девушки
- 2014 — Нереальная любовь
- 2015 — Духless 2
- 2015 — Бармен
- 2016 — Повелители снов
- 2016 — Пятница
- 2016 — Ёлки 5
- 2017 — Ёлки новые
- 2018 — День до
- 2018 — Неуловимые
- 2018 — СуперБобровы. Народные мстители
- 2018 — Ёлки последние
- 2021 — МиниМакс
- 2021 — #Только серьезные отношения
- 2022 — Волшебники
- 2024 — Командир

Сериалы:
- 2012 — Обратная сторона Луны (1 сезон)
- 2014 — Мажор (1 сезон)
- 2016 — Обратная сторона Луны (2 сезон)
- 2016 — Мажор (2 сезон)
- 2018 — Мажор (3 сезон)
- 2018 — Мост (1 сезон)
- 2020 — Мост (2 сезон)
- 2020 — Про Веру
- 2021 — Воскресенский
- 2021 — Инсайт
- 2021 — Ваша честь
- 2022 — Жанна
- 2022 — Конец света
- 2022 — Мажор (4 сезон)

## Факты
- Поклонники Павла Есенина называют его родственником поэта Сергея Есенина, но прямого родства у них нет[3].
- Любимые игры Павла Есенина — Counter-Strike (в песне Hi-Fi «Сеть» он использовал электронную зарисовку к игре)[61] и Half-Life[62].